# Pubblico impiego
Per pubblico impiego si intende l'insieme delle norme e degli istituti che regolano il rapporto di lavoro in cui lo Stato è il datore di lavoro.

## Descrizione generale
Generalmente i pubblici impiegati, per poter accedere al ruolo, devono superare un concorso, secondo le leggi vigenti dello Stato del mondo di riferimento. 
In linea di principio, l'occupazione nel settore pubblico è regolata da regole diverse da quelle che si adattano al rapporto di lavoro privato, poiché sono integrate nel quadro del diritto amministrativo. Tradizionalmente, la contrattazione collettiva era stata esclusa dal settore del lavoro pubblico, ma diversi paesi l'hanno ammessa nel XX secolo e ciò oramai è consacrato anche a livello pattizio internazionale, nel quadro della Convenzione n. 154 dell'Organizzazione internazionale del lavoro (OIL) sulla promozione della contrattazione collettiva del 1981. In alcuni paesi restano però ancora in vigore restrizioni su alcuni diritti del lavoro di dipendenti o funzionari pubblici, come il diritto di sciopero e sindacalizzazione.
Dipendenti o funzionari pubblici in senso generale, sono divisi in quattro grandi gruppi: funzionari eletti, funzionari politici, funzionari gerarchici di carriera e impiegati senza funzioni gerarchiche.

## Nel mondo
In tutti i paesi moderni lo Stato, o comunque il complesso delle pubbliche amministrazioni, è il datore di lavoro più importante, con una media che varia dal 10-20% della popolazione economicamente attiva; il massimo del 28% della forza lavoro totale si registra in Norvegia e Svezia, mentre il minimo del 5% è segnalato in Corea e Giappone.
Gli impiegati possono avvalersi di rappresentanze sindacali; a livello internazionale ci sono organizzazioni sindacali globali, come il Public Services International.

### Italia
L'accesso agli impieghi pubblici è sancito dall'art. 97 della Costituzione della Repubblica Italiana.
Pur partendo da un regime giuridico specifico, il settore si è andato privatizzando quando l'istituto della contrattualizzazione di diritto comune s'è affermato per le categorie meno coinvolte nell'esercizio di pubbliche funzioni.
Il diritto amministrativo italiano, comunque, tuttora distingue tra il rapporto di lavoro ed il rapporto di servizio: mentre il primo indica un rapporto giuridico che implica l'inserimento di una persona fisica presso un ente pubblico, il secondo considera l'impiego come mezzo ai fini dell'esercizio di una funzione pubblica e, pertanto, mantiene una specialità di regime giuridico rispetto al diritto del lavoro comune. Tale specialità, quanto al momento costitutivo del rapporto, si esprime secondo le seguenti tipologie:
- Rapporto di servizio di diritto: si costituisce mediante un atto di assunzione dell'autorità amministrativa.
- Rapporto di servizio (di diritto) volontario: si concretizza in un rapporto di impiego tra ente e soggetto a tempo indeterminato (rapporto di servizio impiegatizio) che può derivare da un incarico elettivo o onorifico, con durata temporanea (rapporto di servizio onorario).
- Rapporto di servizio di fatto: si costituisce in assenza di un atto di assunzione dell'autorità amministrativa.